# Galerida
Galerida é um gênero de aves da família das cotovias.

## Espécies
O gênero contém 7 espécies:
- Galerida deva
- Galerida modesta
- Galerida magnirostris
- Galerida theklae
- Galerida cristata
- Galerida malabarica
- Galerida macrorhyncha